# Kirkjubøur
Kirkjubøur es una pequeña localidad de las Islas Feroe. Se localiza en la costa occidental de la isla Streymoy y es la población más sureña de la misma. En 2012 cuenta con 74 habitantes.
Durante la Edad Media fue sede episcopal de las Feroe y actualmente es el sitio histórico más importante del archipiélago.
Políticamente, Kirkjubøur y Velbastaður constituyeron el municipio de Kirkjubøur hasta 2005, año en que ambas localidades fueron integradas al municipio de Tórshavn.

## Historia

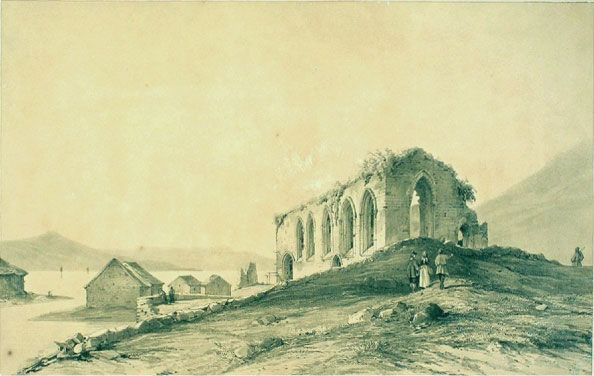
Una imagen de Kirkjubøur en 1839, con la catedral en primer plano.

La historia de Kirkjubøur se remonta a la Era vikinga en las Islas Feroe. El cristianismo llegó a las Islas Feroe con Sigmundur Brestisson en 999 y en 1111 las islas tuvieron su propia diócesis, con sede en Kirkjubøur. El seminario que se fundó en la localidad fue de gran importancia y de hecho fue la primera y única escuela feroesa hasta la llegada de la reforma protestante en 1538. En total hubo 34 obispos que residieron en Kirkjubøur.
Sverre Sigurdsson creció en Kirkjubøur y asistió al seminario de la diócesis antes de partir a Noruega, donde se convertiría en uno de los más grandes monarcas.
Según una leyenda, en el pueblo vivió una mujer llamada Gæsa, quien por comer carne durante la cuaresma fue castigada con la confiscación de todos sus bienes, exiliándose en Gásadalur.

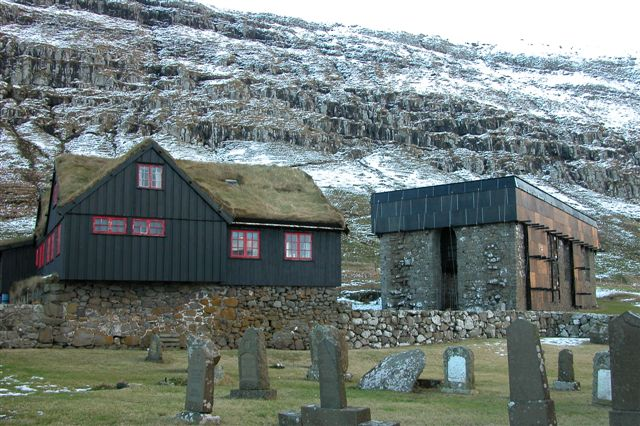
El Kirkjubøargarður (izquierda) y la catedral de San Magnus (derecha).

En el siglo XIII se erigió la iglesia de San Olaf. El obispo más destacado de las Feroe fue Erlendur, quien ocupó el cargo de 1269 a 1308. Se dice que fue él quien escribió la Seyðabrævið, el documento más antiguo conservado de las islas, y quien comenzó la construcción de la catedral de San Magnus. La construcción de la catedral resultó ser demasiado costosa para la economía de las islas, por lo que el obispo fue derrocado por una rebelión.
Kirkjubøur fue arrasada por una tormenta en el siglo XV o XVI, perdiendo la mayoría de sus casas. Este fenómeno perjudicó seriamente al poblado, junto con la supresión de la diócesis y el seminario a mediados del siglo XVI. Después de la reforma protestante todavía hubo un obispo luterano, el danés Jens Riber, pero renunció y abandonó las islas en 1556.
La antigua residencia episcopal es conocida desde el siglo XVI como Kirkjubøargarður y actualmente es habitada por la familia Patursson, una de las más destacadas familias feroesas, con personajes clave en la política y la cultura.

## Patrimonio

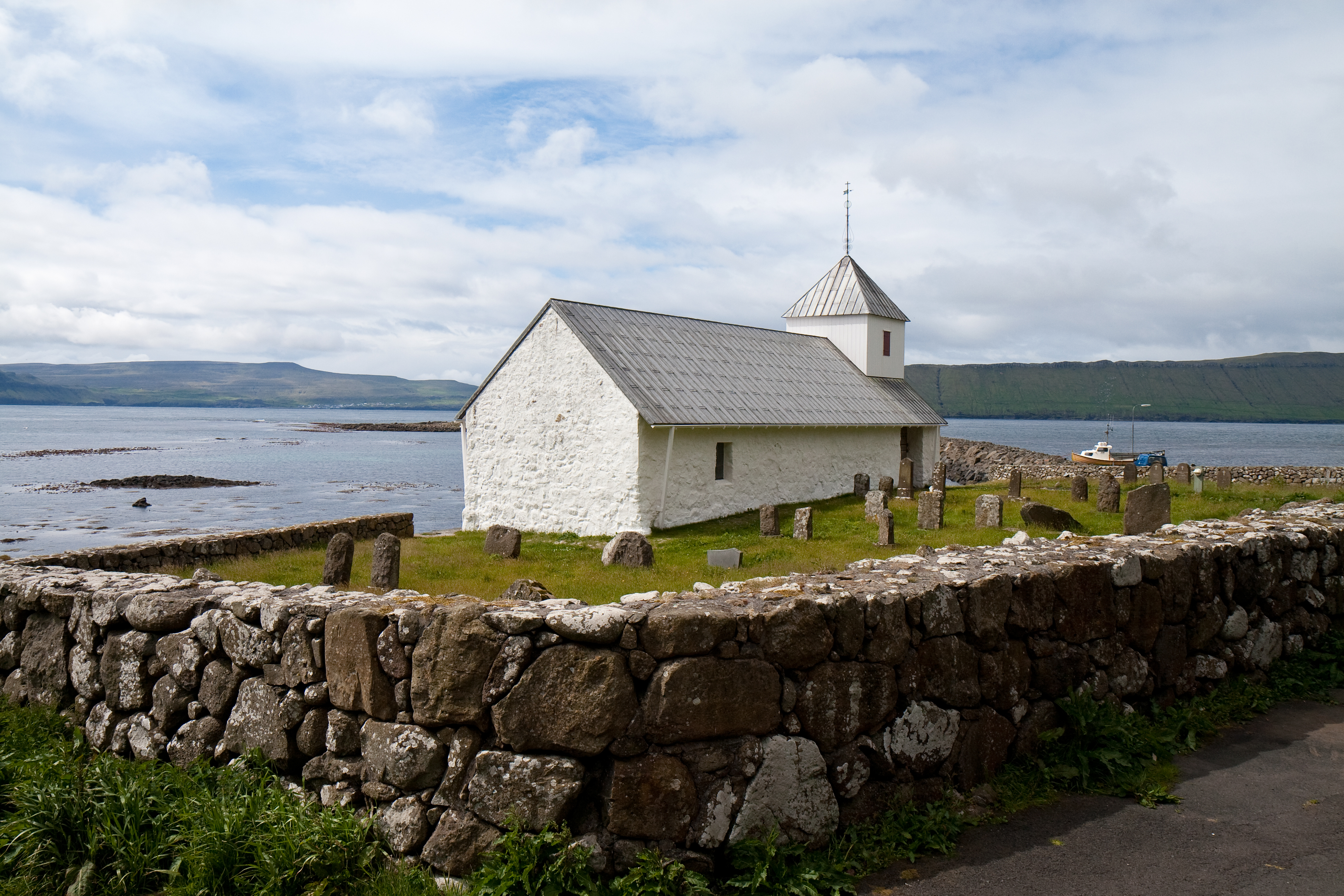
La iglesia de San Olaf.

La catedral de San Magnus fue concebida hacia 1300 para ser el mayor templo del archipiélago. Es una construcción gótica inacabada, por lo que no tiene ventanas, techo ni torre.
Justo al lado de la catedral se encuentra el edificio conocido como Kirkjubøargarður, un viejo edificio de madera del siglo XI que fue residencia episcopal, escuela, dominio real y actualmente residencia de la influyente familia Patursson, aunque también funciona como museo.
El tercer monumento del pueblo es la pequeña iglesia de San Olaf, que data del siglo XII y es la más antigua de las Islas Feroe que aún está en uso. Su sillería medieval de madera tallada se encuentra hoy en el Museo Nacional de las Islas Feroe en Tórshavn y constituye uno de los mayores tesoros artísticos medievales de las islas.
Kirkjubøur es candidata para ingresar a la lista del Patrimonio de la Humanidad de la Unesco.

## Personas célebres
- Sverre I de Noruega (ca. 1141 - 1202), Rey de Noruega. Creció y estudió en Kirkjubøur.
- Erlendur de las Feroe (fallecido en 1308), religioso noruego; el más destacado obispo católico de las Feroe.
- Súsanna Helena Patursson (1864 - 1916), actriz y escritora, considerada la primera feminista de las Feroe.
- Jóannes Patursson (1866 - 1946), poeta y líder nacionalista.
- Sverre Patursson (1871-1960), escritor, periodista y ambientalista.
- Erlendur Patursson (1913-1986), político nacionalista y escritor.
- Tróndur Patursson (1944- ), artista plástico.

- Datos: Q578732
- Multimedia: Kirkjubøur / Q578732